# Liste des localités adhérant au réseau Les Plus Beaux Villages de France

Logo de l'association.

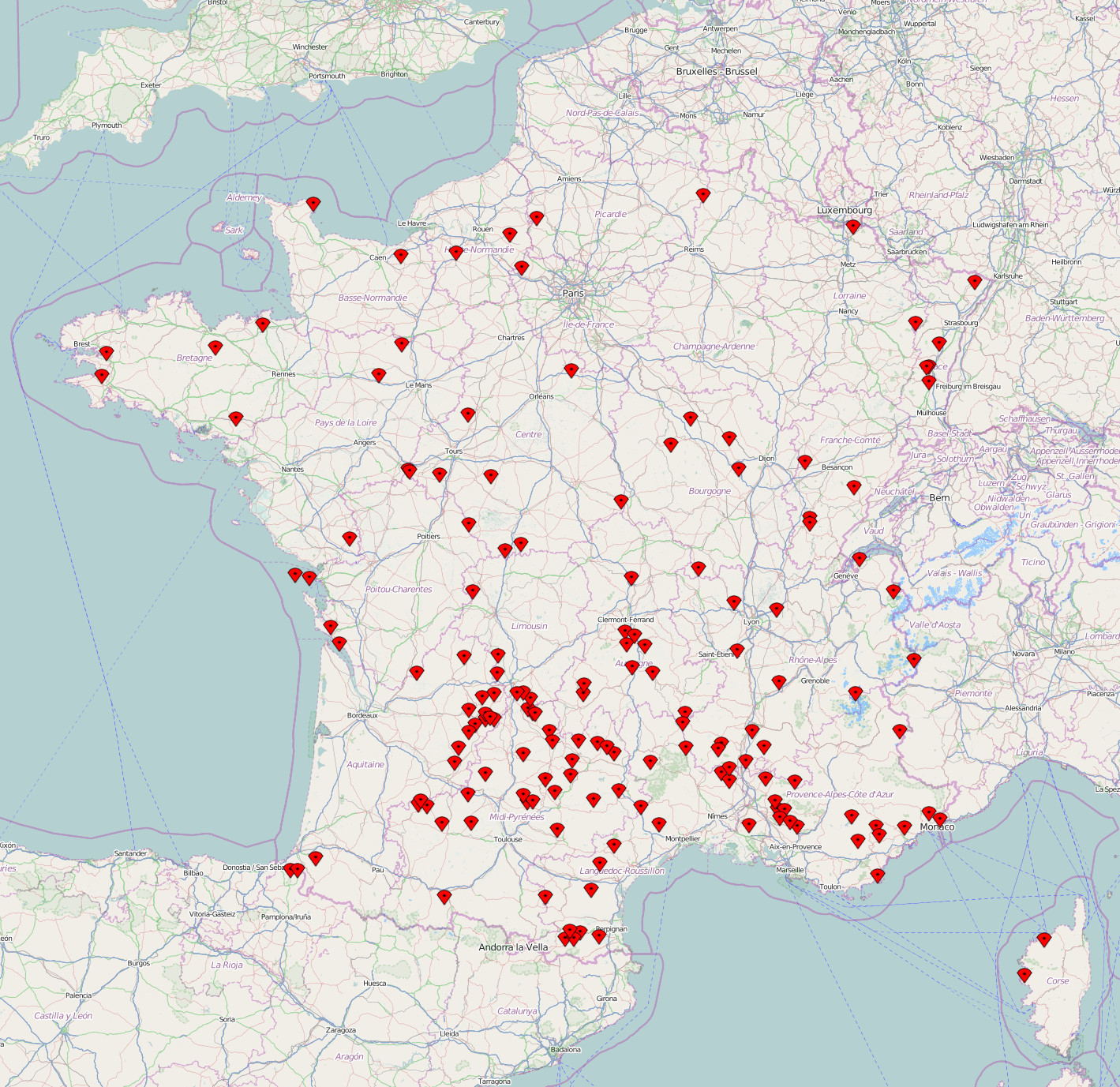
Carte de répartition des Plus Beaux Villages de France en 2014, en France métropolitaine.

Cet article recense les localités adhérant au réseau « Les Plus Beaux Villages de France », c'est-à-dire la liste des localités qui paient leur cotisation à l'association Les Plus Beaux Villages de France.

## Nombre de localités adhérentes à l'association
Au 1er juillet 2025, le site de l'association indique une liste de 182 localités labellisées,. Elles sont réparties dans 72 départements et 14 régions.
La région métropolitaine qui en détient le plus est la région Occitanie (51).
Le département qui en compte le plus est l'Aveyron (11).

## Liste des localités membres du réseau
Liste au 1er juillet 2025.

### Auvergne-Rhône-Alpes
| Département  | Localité (Commune)     | Date |  |
| ------------ | ---------------------- | ---- |  |
| Ain          | Pérouges               | 1988 |  |
| Allier       | Charroux               | 1985 |  |
| Ardèche      | Balazuc                | 1982 |  |
| Ardèche      | Vogüé                  | 1990 |  |
| Cantal       | Marcolès               | 2024 |  |
| Cantal       | Salers                 | 1982 |  |
| Cantal       | Tournemire             | 1982 |  |
| Drôme        | Châtillon-en-Diois     | 2021 |  |
| Drôme        | La Garde-Adhémar       | 1989 |  |
| Drôme        | Grignan                | 2019 |  |
| Drôme        | Mirmande               | 1998 |  |
| Drôme        | Montbrun-les-Bains     | 1982 |  |
| Drôme        | Le Poët-Laval          | 1982 |  |
| Haute-Loire  | Arlempdes              | 1999 |  |
| Haute-Loire  | Blesle                 | 1982 |  |
| Haute-Loire  | Lavaudieu              | 1990 |  |
| Haute-Loire  | Lavoûte-Chilhac        | 2022 |  |
| Haute-Loire  | Polignac               | 2021 |  |
| Haute-Loire  | Pradelles              | 1999 |  |
| Haute-Savoie | Yvoire                 | 1982 |  |
| Isère        | Saint-Antoine-l'Abbaye | 2009 |  |
| Loire        | Sainte-Croix-en-Jarez  | 1982 |  |
| Puy-de-Dôme  | Montpeyroux            | 1989 |  |
| Puy-de-Dôme  | Usson                  | 1982 |  |
| Rhône        | Oingt                  | 2007 |  |
| Savoie       | Bonneval-sur-Arc       |      |  |

### Bourgogne-Franche-Comté
| Département    | Localité (Commune)   | Date |  |
| -------------- | -------------------- | ---- |  |
| Côte-d'Or      | Châteauneuf          | 1996 |  |
| Côte-d'Or      | Flavigny-sur-Ozerain | 1998 |  |
| Doubs          | Lods                 | 1982 |  |
| Haute-Saône    | Pesmes               |      |  |
| Jura           | Baume-les-Messieurs  |      |  |
| Jura           | Château-Chalon       |      |  |
| Saône-et-Loire | Semur-en-Brionnais   | 1982 |  |
| Yonne          | Noyers               | 1984 |  |
| Yonne          | Vézelay              |      |  |

### Bretagne
| Département     | Localité (Commune) | Date |  |
| --------------- | ------------------ | ---- |  |
| Côtes-d'Armor   | Moncontour         | 2010 |  |
| Finistère       | Locronan           |      |  |
| Ille-et-Vilaine | Saint-Suliac       | 1999 |  |
| Morbihan        | Rochefort-en-Terre | 2009 |  |

### Centre-Val de Loire
| Département    | Localité (Commune)               | Date |  |
| -------------- | -------------------------------- | ---- |  |
| Cher           | Apremont-sur-Allier              | 1987 |  |
| Cher           | Sancerre                         | 2022 |  |
| Indre          | Gargilesse-Dampierre             | 1982 |  |
| Indre          | Saint-Benoît-du-Sault            | 1988 |  |
| Indre-et-Loire | Candes-Saint-Martin              |      |  |
| Indre-et-Loire | Crissay-sur-Manse                |      |  |
| Indre-et-Loire | Montrésor                        | 1987 |  |
| Loir-et-Cher   | Lavardin                         | 1990 |  |
| Loiret         | Yèvre-le-Châtel (Yèvre-la-Ville) | 2002 |  |

### Corse
| Département  | Localité (Commune) | Date |  |
| ------------ | ------------------ | ---- |  |
| Corse-du-Sud | Piana              | 1982 |  |
| Haute-Corse  | Sant'Antonino      | 1982 |  |

### Grand Est
| Département | Localité (Commune) | Date |  |
| ----------- | ------------------ | ---- |  |
| Bas-Rhin    | Hunspach           |      |  |
| Bas-Rhin    | Mittelbergheim     |      |  |
| Haut-Rhin   | Bergheim           | 2022 |  |
| Haut-Rhin   | Eguisheim          | 2003 |  |
| Haut-Rhin   | Hunawihr           |      |  |
| Haut-Rhin   | Riquewihr          | 1982 |  |
| Moselle     | Rodemack           | 1987 |  |
| Moselle     | Saint-Quirin       | 1989 |  |

### Hauts-de-France
| Département | Localité (Commune) | Date |  |
| ----------- | ------------------ | ---- |  |
| Aisne       | Parfondeval        | 1983 |  |
| Oise        | Gerberoy           | 1982 |  |

### Île-de-France
| Département | Localité (Commune) | Date |  |
| ----------- | ------------------ | ---- |  |
| Val-d'Oise  | La Roche-Guyon     |      |  |

### Normandie
| Département    | Localité (Commune)    | Date |  |
| -------------- | --------------------- | ---- |  |
| Calvados       | Beuvron-en-Auge       |      |  |
| Calvados       | Blangy-le-Château     | 2024 |  |
| Eure           | Le Bec-Hellouin       | 2006 |  |
| Eure           | Lyons-la-Forêt        |      |  |
| Manche         | Barfleur              |      |  |
| Orne           | Saint-Céneri-le-Gérei | 1982 |  |
| Seine-Maritime | Veules-les-Roses      | 2017 |  |

### Nouvelle-Aquitaine
| Département          | Localité (Commune)      | Date |  |
| -------------------- | ----------------------- | ---- |  |
| Charente             | Aubeterre-sur-Dronne    | 1993 |  |
| Charente-Maritime    | Ars-en-Ré               | 1982 |  |
| Charente-Maritime    | Brouage (Hiers-Brouage) | 2017 |  |
| Charente-Maritime    | La Flotte               | 1988 |  |
| Charente-Maritime    | Mornac-sur-Seudre       | 1982 |  |
| Charente-Maritime    | Talmont-sur-Gironde     |      |  |
| Corrèze              | Beaulieu-sur-Dordogne   | 2022 |  |
| Corrèze              | Collonges-la-Rouge      | 1982 |  |
| Corrèze              | Curemonte               | 1988 |  |
| Corrèze              | Saint-Robert            | 1982 |  |
| Corrèze              | Ségur-le-Château        |      |  |
| Corrèze              | Turenne                 |      |  |
| Creuse               | Chambon-sur-Voueize     | 2025 |  |
| Dordogne             | Belvès                  |      |  |
| Dordogne             | Beynac-et-Cazenac       |      |  |
| Dordogne             | Castelnaud-la-Chapelle  | 2010 |  |
| Dordogne             | Domme                   |      |  |
| Dordogne             | Limeuil                 | 1990 |  |
| Dordogne             | Monpazier               | 1982 |  |
| Dordogne             | La Roque-Gageac         |      |  |
| Dordogne             | Saint-Amand-de-Coly     | 2007 |  |
| Dordogne             | Saint-Jean-de-Côle      |      |  |
| Dordogne             | Saint-Léon-sur-Vézère   |      |  |
| Haute-Vienne         | Mortemart               | 1983 |  |
| Lot-et-Garonne       | Monflanquin             | 1989 |  |
| Lot-et-Garonne       | Penne-d'Agenais         | 2023 |  |
| Lot-et-Garonne       | Pujols-le-Haut (Pujols) |      |  |
| Lot-et-Garonne       | Tournon-d'Agenais       | 2021 |  |
| Lot-et-Garonne       | Villeréal               | 2018 |  |
| Pyrénées-Atlantiques | Ainhoa                  | 1982 |  |
| Pyrénées-Atlantiques | La Bastide-Clairence    |      |  |
| Pyrénées-Atlantiques | Navarrenx               | 2014 |  |
| Pyrénées-Atlantiques | Saint-Jean-Pied-de-Port | 2016 |  |
| Pyrénées-Atlantiques | Sare                    |      |  |
| Vienne               | Angles-sur-l'Anglin     |      |  |

### Occitanie
| Département         | Localité (Commune)             | Date |  |
| ------------------- | ------------------------------ | ---- |  |
| Ariège              | Camon                          |      |  |
| Aude                | Lagrasse                       |      |  |
| Aveyron             | Belcastel                      | 1990 |  |
| Aveyron             | Brousse-le-Château             | 1997 |  |
| Aveyron             | Conques                        |      |  |
| Aveyron             | La Couvertoirade               |      |  |
| Aveyron             | Estaing                        | 1982 |  |
| Aveyron             | Najac                          |      |  |
| Aveyron             | Peyre (Comprégnac)             | 2003 |  |
| Aveyron             | Saint-Côme-d'Olt               | 1987 |  |
| Aveyron             | Sainte-Eulalie-d'Olt           | 1986 |  |
| Aveyron             | Sauveterre-de-Rouergue         | 1986 |  |
| Aveyron             | Villeneuve                     | 2024 |  |
| Gard                | Aiguèze                        | 2005 |  |
| Gard                | Lussan                         | 2016 |  |
| Gard                | Montclus                       | 2012 |  |
| Gard                | La Roque-sur-Cèze              | 2007 |  |
| Haute-Garonne       | Saint-Bertrand-de-Comminges    |      |  |
| Gers                | Fourcès                        | 2005 |  |
| Gers                | Larressingle                   |      |  |
| Gers                | Lavardens                      | 2011 |  |
| Gers                | Montréal                       |      |  |
| Gers                | La Romieu                      | 2018 |  |
| Gers                | Sarrant                        | 1999 |  |
| Hérault             | Minerve                        |      |  |
| Hérault             | Olargues                       |      |  |
| Hérault             | Saint-Guilhem-le-Désert        |      |  |
| Lot                 | Autoire                        | 1982 |  |
| Lot                 | Capdenac-le-Haut               | 2010 |  |
| Lot                 | Cardaillac                     | 1982 |  |
| Lot                 | Carennac                       |      |  |
| Lot                 | Loubressac                     | 1982 |  |
| Lot                 | Martel                         | 2022 |  |
| Lot                 | Rocamadour                     | 2022 |  |
| Lot                 | Saint-Cirq-Lapopie             |      |  |
| Lozère              | La Garde-Guérin (Prévenchères) | 1992 |  |
| Lozère              | Le Malzieu-Ville               | 2021 |  |
| Lozère              | Sainte-Enimie                  |      |  |
| Pyrénées-Orientales | Castelnou                      |      |  |
| Pyrénées-Orientales | Eus                            | 1984 |  |
| Pyrénées-Orientales | Évol (Olette)                  |      |  |
| Pyrénées-Orientales | Prats-de-Mollo-la-Preste       | 2023 |  |
| Pyrénées-Orientales | Villefranche-de-Conflent       | 1982 |  |
| Tarn                | Castelnau-de-Montmiral         |      |  |
| Tarn                | Cordes-sur-Ciel                | 2021 |  |
| Tarn                | Lautrec                        | 1983 |  |
| Tarn                | Monestiés                      | 2001 |  |
| Tarn                | Puycelsi                       |      |  |
| Tarn-et-Garonne     | Auvillar                       | 1994 |  |
| Tarn-et-Garonne     | Bruniquel                      |      |  |
| Tarn-et-Garonne     | Lauzerte                       | 1990 |  |

### Pays de la Loire
| Département    | Localité (Commune)  | Date |  |
| -------------- | ------------------- | ---- |  |
| Maine-et-Loire | Fontevraud-l'Abbaye | 2024 |  |
| Maine-et-Loire | Montsoreau          |      |  |
| Mayenne        | Sainte-Suzanne      | 2010 |  |
| Vendée         | Vouvant             | 1988 |  |

### Provence-Alpes-Côte d'Azur
| Département             | Localité (Commune)     | Date |  |
| ----------------------- | ---------------------- | ---- |  |
| Alpes-de-Haute-Provence | Entrevaux              | 2023 |  |
| Alpes-de-Haute-Provence | Moustiers-Sainte-Marie | 1982 |  |
| Alpes-Maritimes         | Coaraze                |      |  |
| Alpes-Maritimes         | Gourdon                | 1984 |  |
| Alpes-Maritimes         | Sainte-Agnès           | 1997 |  |
| Alpes-Maritimes         | Saorge                 | 2023 |  |
| Bouches-du-Rhône        | Les Baux-de-Provence   | 1988 |  |
| Hautes-Alpes            | Mont-Dauphin           | 2025 |  |
| Hautes-Alpes            | Saint-Véran            |      |  |
| Var                     | Bargème                |      |  |
| Var                     | Bormes-les-Mimosas     |      |  |
| Var                     | Cotignac               | 2022 |  |
| Var                     | Gassin                 | 1994 |  |
| Var                     | Le Castellet           | 2022 |  |
| Var                     | Seillans               | 1991 |  |
| Var                     | Tourtour               |      |  |
| Vaucluse                | Ansouis                |      |  |
| Vaucluse                | Gordes                 |      |  |
| Vaucluse                | Lourmarin              | 1988 |  |
| Vaucluse                | Ménerbes               |      |  |
| Vaucluse                | Roussillon             |      |  |
| Vaucluse                | Séguret                |      |  |
| Vaucluse                | Venasque               | 1992 |  |

### La Réunion
| Département | Localité (Commune)   | Date |  |
| ----------- | -------------------- | ---- |  |
| La Réunion  | Hell-Bourg (Salazie) | 1998 |  |

## Anciennes communes, auparavant membres du réseau, n'étant plus labellisées
- Alba-la-Romaine (Ardèche)[S 1]
- Charroux (Vienne)[S 2]
- Coulon (Deux-Sèvres)[S 3]
- Île-de-Sein (Finistère)[S 4]
- La Chapelle-aux-Bois (Vosges)[S 5]
- La Grave (Hautes-Alpes)
- La Salvetat-sur-Agout (Hérault)[S 6]
- Lacapelle-Marival (Lot)[S 7]
- Le Faou (Finistère)[S 8]
- Mosset (Pyrénées-Orientales)[réf. nécessaire]
- Oger (Marne)[S 9]
- Rieux-Volvestre (Haute-Garonne)[S 10]
- Saint-Amand-sur-Fion (Marne)[S 11]
- Saint-Floret (Puy-de-Dôme) (?-2015)[S 12]
- Saint-Lizier (Ariège) (1992-2013)[S 13]
- Saint-Saturnin (Puy-de-Dôme)[S 14]
- Salmaise (Côte-d'Or)[S 15]
- Sixt-Fer-à-Cheval (Haute-Savoie)[S 16]
- Treignac-sur-Vézère (Corrèze) (1989-2008)[S 17]